# 본초 자오선
본초 자오선(本初子午線, 영어: prime meridian)은 영국 그리니치의 그리니치 천문대를 지나는 자오선으로, 경도의 기준이 된다. 현재의 경도 0°로 1884년에 국제 회의에서 그리니치 천문대를 지나는 본초 자오선을 표준으로 삼기로 결정했다. 1972년에 협정 세계시로 바뀌기 전까지는 시간대의 기준이 되었다.
현재 국제적으로 사용되는 본초자오선은 IERS기준자오선(reference meridian)으로, 이는 그리니치 자오선보다, 동(east)으로 5.3초(거리로는 102.5m) 떨어져 있다. 그리니치 천문대는 낮12시(오선)를 구분짓는 경계이며 지구 반대편으로 태평양을 가로지르는 밤12시(자선-날짜변경선) 경계가 존재한다.

## 어원
자오선이란 12간지에 따른 12시 중 자(子)시와 오(午)시를 뜻하는 것으로 자시는 밤12시(00시), 오시는 낮 12시를 나타낸다. 본초자오선은 '밤12시와 낮12시가 근본적으로 시작되는 선'이란 의미를 지닌다.

## 역사

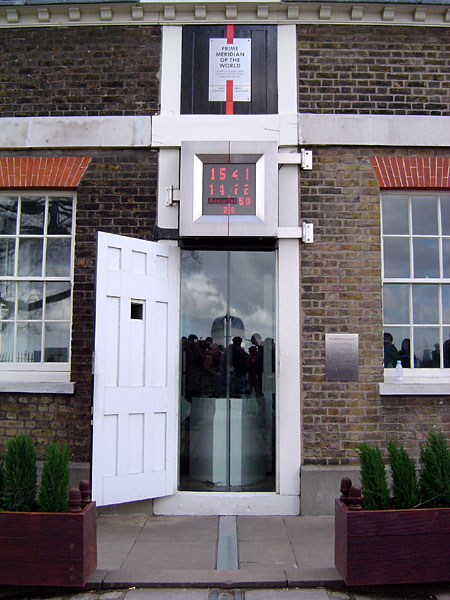
그리니치 천문대의 본초 자오선이 표시되어있다.

18세기에는 프랑스에서는 파리 자오선을, 독일에서는 베를린 자오선을, 덴마크에서는 코펜하겐 자오선을, 영국에서는 그리니치 자오선을 기준으로 삼는 등 대부분의 유럽 국가들이 자국의 수도를 통해 자오선을 조정했다.
1765년에서 1811년까지 네빌 마스켈린은 그리니치 왕립 천문대의 자오선을 기초로 한 49권의 《항해연감》을 출판했다. 마스켈린의 표는 육분의나 팔분의를 통한 천문항법을 실행 가능하게 했을 뿐만 아니라 그리니치 자오선을 보편적인 기준점으로 만들었다. 프랑스어 번역판마저도 파리 자오선이 아닌 그리니치 자오선을 기준으로 한 마스켈린의 계산을 그대로 사용했다.
1884년에 워싱턴 D.C.에서 열린 국제 자오선 회의에서 22개국이 그리니치 자오선을 세계의 주요 자오선으로 채택하는데 표를 던졌다. 프랑스는 아소르스 제도와 베링 해협을 통한 중립 노선을 주장했지만 결국 기권하고 1911년 이후 그리니치 자오선을 본초 자오선으로 인정했다.

## 통과지점
북극점에서 남극점까지 본초 자오선은 다음 지점을 지나간다.
| 좌표                                                | 나라, 지역, 해역 | |
| --------------------------------------------------- | ---------------- | --- |
| 북위 90° 0′ 동경 0° 0′  / 북위 90.000° 동경 0.000°  | 북극해           | 북극점 |
| 북위 81° 39′ 동경 0° 0′  / 북위 81.650° 동경 0.000° | 그린란드해       | |
| 북위 72° 53′ 동경 0° 0′  / 북위 72.883° 동경 0.000° | 노르웨이해       | |
| 북위 61° 0′ 동경 0° 0′  / 북위 61.000° 동경 0.000°  | 북해             | |
| 북위 53° 45′ 동경 0° 0′  / 북위 53.750° 동경 0.000° | 영국             | 이스트라이딩오브요크셔주에서 이스트서식스주까지를 지나간다.                                                  |
| 북위 50° 47′ 동경 0° 0′  / 북위 50.783° 동경 0.000° | 영국 해협        | |
| 북위 49° 19′ 동경 0° 0′  / 북위 49.317° 동경 0.000° | 프랑스           | |
| 북위 42° 41′ 동경 0° 0′  / 북위 42.683° 동경 0.000° | 스페인           | |
| 북위 39° 56′ 동경 0° 0′  / 북위 39.933° 동경 0.000° | 지중해           | 발렌시아 만                                                                                                  |
| 북위 38° 52′ 동경 0° 0′  / 북위 38.867° 동경 0.000° | 스페인           | |
| 북위 38° 38′ 동경 0° 0′  / 북위 38.633° 동경 0.000° | 지중해           | |
| 북위 35° 50′ 동경 0° 0′  / 북위 35.833° 동경 0.000° | 알제리           | |
| 북위 21° 50′ 동경 0° 0′  / 북위 21.833° 동경 0.000° | 말리             | |
| 북위 14° 59′ 동경 0° 0′  / 북위 14.983° 동경 0.000° | 부르키나파소     | |
| 북위 11° 6′ 동경 0° 0′  / 북위 11.100° 동경 0.000°  | 토고             | 약 600 m |
| 북위 11° 6′ 동경 0° 0′  / 북위 11.100° 동경 0.000°  | 가나             | 약 16 km |
| 북위 10° 57′ 동경 0° 0′  / 북위 10.950° 동경 0.000° | 토고             | 약 39 km |
| 북위 10° 36′ 동경 0° 0′  / 북위 10.600° 동경 0.000° | 가나             | 볼타 호(북위 7° 48′ 동경 0° 0′  / 북위 7.800° 동경 0.000° )를 지난다.                                        |
| 북위 5° 37′ 동경 0° 0′  / 북위 5.617° 동경 0.000°   | 대서양           | 북위 0° 0′ 동경 0° 0′  / 북위 0.000° 동경 0.000° 에서 적도를 통과한다. 이 지점을 통칭 널 섬이라고 한다.      |
| 남위 60° 0′ 동경 0° 0′  / 남위 60.000° 동경 0.000°  | 남극해           | |
| 남위 68° 54′ 동경 0° 0′  / 남위 68.900° 동경 0.000° | 남극 대륙        | 퀸모드랜드에서 남극점(남위 90° 0′ 동경 0° 0′  / 남위 90.000° 동경 0.000° )까지 노르웨이가 영유권을 주장한다. |

## 관련 사진

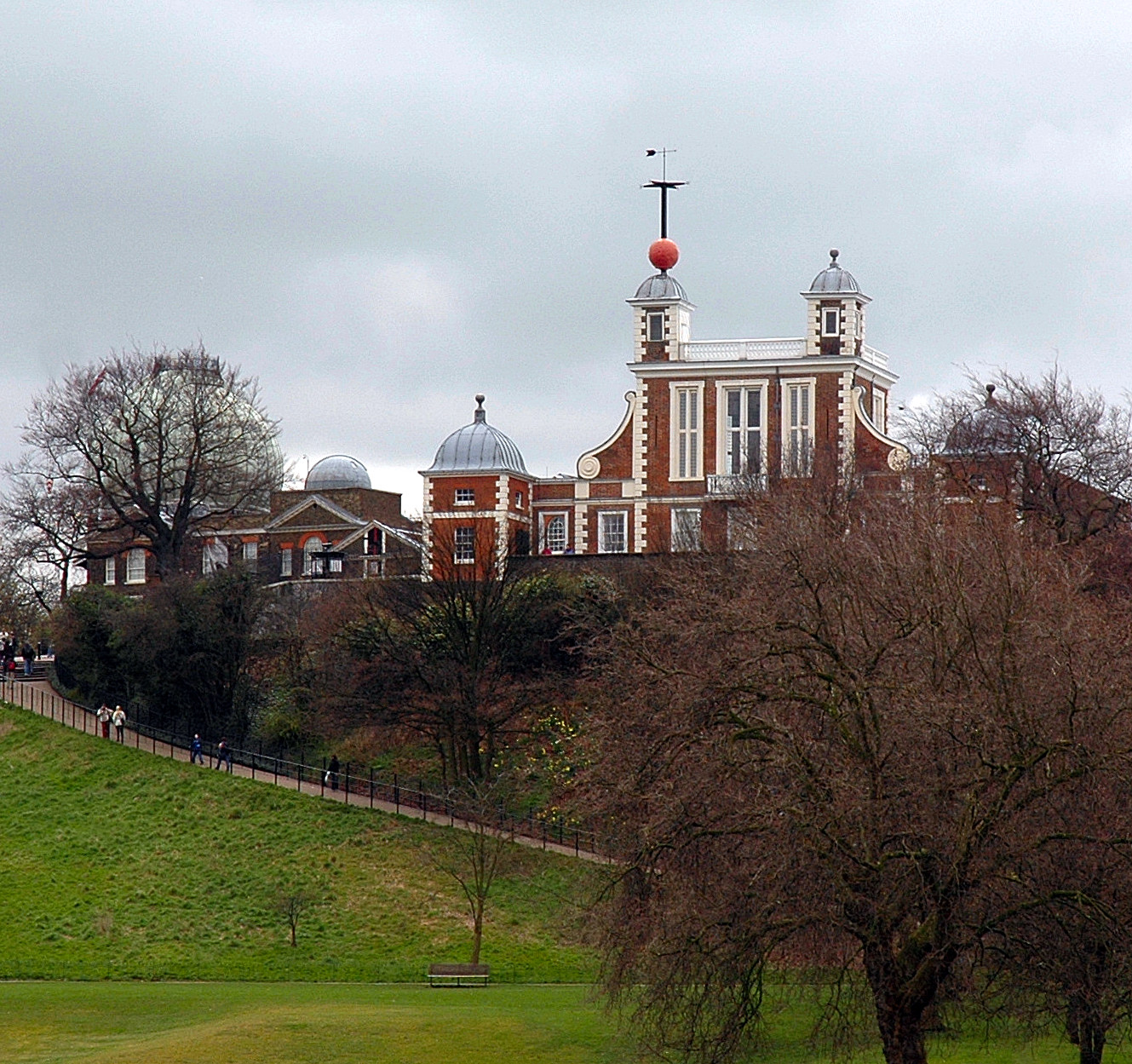
그리니치 천문대 (현재는 박물관)
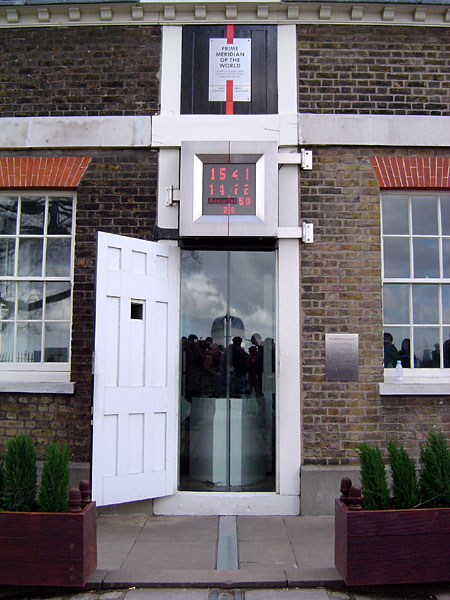
그리니치를 지나는 본초 자오선

## 같이 보기
- 그리니치 평균시
- 서경 1도
- 동경 1도